# .eh
.eh je internetová národní doména nejvyššího řádu původně určená pro Západní Saharu, která je ovšem okupovaná Marokem, takže doména nebyla přidělena.